# Зелековка
Зелековка (укр. Зелеківка) — село, относится к Беловодскому району Луганской области Украины. С 2022 года находится под российской оккупацией.
Население по переписи 2001 года составляло 798 человек. Почтовый индекс — 92806. Телефонный код — 6466. Занимает площадь 5,22 км². Код КОАТУУ — 4420681102.

## Местный совет
92830, Луганська обл., Біловодський р-н, с. Бараниківка  (укр.)